# Sankarea
Sankarea (さんかれあ?) es un manga de comedia romántica escrito e ilustrado por Mitsuru Hattori. Se publicó en Japón por Kodansha y fue serializado en la revista Bessatsu Shōnen desde diciembre de 2009 hasta septiembre de 2014, finalizando con un total de once tomos recopilatorios. 
Una adaptación al anime por el Studio Deen comenzó a transmitirse en Japón el 5 de abril de 2012. El 28 de junio se transmitió el capítulo doce, el último. El estudio había producido también una OVA que estrenaron poco antes, el 8 de junio. Otros dos episodios especiales se lanzaron después, para continuar la historia.

## Argumento
Furuya Chihiro es un estudiante de primer año de preparatoria que tiene una obsesión particular por los zombis y por tener una novia zombi. Un día, su única mascota, un gato llamado Babu (llamado así porque, en vez de hacer "nya", dice "babu"), es atropellado. Al no aceptar su muerte, Chihiro decide revivirlo utilizando un cuaderno con notas que encontró en un almacén de su familia. 
Para ello, cada noche acude a una bolera abandonada donde realiza sus experimentos. El primer día, ve a una joven caminar hacia un pozo ubicado en medio de la bolera. Al llegar, ella se agacha y comienza a gritar lo que al principio parece un simple "no", pero al tercer día, cuando la escena se repite, admite los abusos que sufre por parte de su padre.
Al escuchar esto por accidente, Chihiro se delata, y ella se da cuenta de que ha sido observada todo el tiempo. Para evitar la vergüenza, le dice que hará cualquier cosa con tal de que no lo cuente. Como Chihiro tiene poco tiempo (debido a la descomposición del cuerpo de Babu), acepta que ella lo ayude a crear la poción. Así, pasan los días realizando diversos experimentos.
Hasta que, un día, Chihiro lleva a Rea a su casa, pero ella es descubierta por su familia, que se entera de que se escapaba por las noches. A partir de entonces, no se le permite salir, ni siquiera asistir a la escuela. Al sentirse atrapada y sin vida social, decide suicidarse, convencida de que nació en la familia equivocada. Se toma la última poción creada por Chihiro, pero al día siguiente se da cuenta de que no tuvo efecto.
Al salir de su habitación, escucha que su padre planea hacerle daño a Chihiro, por lo que escapa nuevamente para advertirle. Mientras deambula por la ciudad buscándolo, uno de los secuaces de su padre la encuentra y le informa sobre su paradero, haciendo que su padre vaya en su búsqueda.
Rea camina hacia la bolera donde solía encontrarse con Chihiro, siguiendo un sendero en la montaña. Su padre la alcanza y le pide que regrese con él, pero ella se niega, diciéndole que desea una vida normal y que no cambiará de opinión. En ese momento, Babu, el gato revivido, llega junto a ella. Al intentar agarrarlo, el padre de Rea la aparta, diciendo que era un gato sucio. Saca una fusta para golpear al animal, pero Rea se interpone.
El golpe la lanza hacia un costado del acantilado, provocando su muerte. Sin embargo, como había bebido la poción, vuelve a la vida momentos después. Chihiro se hace cargo de ella, y a partir de entonces comienzan sus aventuras, mientras él se va enamorando poco a poco de una verdadera chica zombi.

## Personajes
Chihiro Furuya (降谷 千紘 Furuya Chihiro?)
Seiyū: Ryōhei Kimura
Cursa el primer año en la preparatoria Shiyou, una escuela exclusiva para hombres. Es un joven obsesionado con los zombis, quien, tras la muerte de su gato y el hallazgo de un libro escrito por un pariente sobre resurrección, decide poner en marcha un plan para devolverle la vida a Babu (su gato). Por ello, cada noche acude a un hotel abandonado donde realiza sus experimentos.
Un día, mientras trabaja en sus intentos, ve a la joven más popular de la escuela Sanka para chicas, Rea Sanka —hija del director— quejarse de los abusos que su padre comete contra ella.
Después de que Rea descubre que Chihiro la escuchaba mientras se desahogaba, decide hacer cualquier cosa por él, siempre y cuando no revele sus secretos. A medida que la historia avanza, Chihiro comienza a darse cuenta de que siente algo más por Rea: amor. Un amor que lo desconcierta, pues hasta entonces solo se había sentido atraído por chicas zombis.
Rea Sanka (散華 礼弥 Sanka Rea?)
Seiyū: Maaya Uchida
Tiene 15 años y es la hija del director de la escuela privada para chicas Sanka. De trato amable, buena persona, popular, hermosa y muy inocente, en parte porque no conoce mucho del mundo exterior. Sin embargo, guarda un gran secreto: desde pequeña ha sido víctima de abusos por parte de su padre, quien la mantiene aislada de otras personas y del entorno más allá de su hogar.
Al conocer a Chihiro, le revela que no se le permite salir de casa y que jamás había tenido contacto con ningún hombre distinto a su padre. Poco a poco, comienza a desarrollar profundos sentimientos hacia él.
En un intento de suicidio, decide tomar una de las drogas experimentales creadas por Chihiro. Al principio, no parece tener ningún efecto, pero tras una muerte accidental —al caer por un barranco mientras intentaba salvar a Babu (el gato que había sido revivido)— la droga surte efecto y la devuelve a la vida como zombi.
Para mantenerse con vida, debe consumir hojas de hortensia cada pocas horas. Sin embargo, la fórmula no es perfecta: las hojas solo ralentizan la descomposición. Por ello, debe evitar el calor y el ejercicio físico para preservar su cuerpo. Además, Chihiro deberá encontrar una forma de estabilizar su estado y evitar que continúe deteriorándose.
Tras su muerte, rompe todo vínculo con su padre y decide vivir plenamente aquello que no pudo experimentar en vida: ir a un parque de diversiones, salir de compras, y descubrir el mundo con libertad, ahora como una chica zombi.
Ranko Saōji (左王子 蘭子 Saōji Ranko?)
Seiyū: Sayuri Yahagi
Ella es prima de Furuya Chihiro. Lo conoce cuando se pierde en un cementerio; Chihiro la encuentra y la toma de la mano para sacarla de ahí. Desde ese momento, ella se enamora de él, creyendo que era su príncipe. Sin embargo, esa misma tarde se lo presentan como su primo, y al final del día, su enamoramiento se desvanece.
Dos años después, su familia se muda cerca del templo donde vive Chihiro. Tras tanto tiempo, ella lo ve simplemente como un niño más, hasta que en una ocasión él la salva de un perro que intentó morderla. Ese gesto provoca que se vuelva a enamorar de Chihiro y, esta vez, sus sentimientos permanecen.
Como a Chihiro solo le interesan los zombis, ella decide comenzar una relación de amistad, usando como excusa que es su onee-chan, ya que es un año mayor que él. En múltiples ocasiones, cuando están juntos, otros comentan que parecen una pareja de casados. Ranko guarda silencio ante esas observaciones, y es Chihiro quien siempre aclara la situación.
Con la llegada de Rea a la vida de Chihiro, Ranko se da cuenta de que ya no quiere seguir siendo solo su prima: desea algo más. En una ocasión, incluso intenta besarlo, pero se arrepiente en el último momento. A lo largo de la historia, menciona varias veces que no piensa perder contra Rea, convencida de que será ella quien se quede con Chihiro.
Dan'ichirō Sanka (散華 団一郎 Sanka Dan'ichirō?)
Seiyū: Unshō Ishizuka
Es el padre de Rea. Extremadamente sobreprotector, ve en su hija el reflejo de su difunta esposa, quien falleció al darla a luz. Rea le recuerda constantemente a ella, lo que intensifica su obsesión.
Dan fue detenido por sus crímenes, entre ellos la perturbadora costumbre de fotografiar a su hija desnuda cada vez que cumplía años o ocurría algún evento importante, alegando que era su deber como padre registrar su crecimiento y justificándolo como una expresión de amor.
Tras la muerte de su esposa y años después de haber sido liberado de prisión, Dan se casó con su criada, Aria Sanka, quien había sido su mayor apoyo durante el duelo. Sin embargo, él la ignora por completo, tratándola como un objeto más en su vida. Aria nunca mostró verdadero interés en la crianza de Rea, manteniéndose al margen de su desarrollo emocional.
Hacia el final de la historia, Dan acepta que Chihiro proteja a su hija, pero impone una condición: no debe tener relaciones sexuales con ella hasta que estén casados. Además, advierte que, en cuanto encuentre una cura para su estado zombi, se llevará a Rea consigo.
Mero Furuya (降谷 萌路 Furuya Mero?)
Seiyū: Yuka Iguchi
Ella es la hermana menor de Chihiro. Tiene doce años y casi nunca muestra emociones. Desde la muerte de su madre, ha ayudado en casa con madurez silenciosa.
Después de que Rea lleva un tiempo viviendo con ellos, la encuentra rezando frente a la tumba de su madre, recordando también el arresto de su padre. Al escuchar a Rea decir que quiere ayudar en casa, Mero comienza a sonreír. Ese gesto provoca en ella un flashback de su madre: agacha la cabeza, y Rea, creyendo que tiene fiebre, le toca la frente con su mano fría de zombi.
Al sentir ese contacto, Mero recuerda el único detalle que conserva de su madre: sus manos frías, debido a las vendas que solía usar. En ese instante, llama a Rea “mamá” por accidente. A partir de ese momento, su relación se vuelve más cercana, tejida por la memoria, el afecto y el consuelo compartido.
Aria Sanka (散華 亜里亜 Sanka Aria?)
Seiyū: Mayumi Asano
Es la madrastra de Rea. Antes fue la criada de Dan'ichirō durante los años en que él estuvo detenido, y fue entrenada para convertirse en una de las mejores sirvientas, con la posibilidad de convertirse en su futura esposa. Sin embargo, tras mucho esfuerzo, comenzó a sospechar que su amo no sentía interés por las mujeres.
Cuando la esposa de Dan'ichirō falleció, él y Aria se casaron, pero nunca le prestó verdadera atención, al punto de no haber consumado el matrimonio. Ella creyó que el amor que Dan'ichirō sentía por Rea era el de un padre devoto, pero al descubrir la verdad, comienza a darse cuenta de que él ve en su hija a su difunta esposa.
Aunque nunca estuvo realmente involucrada en la crianza de su hijastra, es en ese momento cuando empieza a mirar a Rea con recelo y odio.
Yuzuna Furuya (降谷 柚菜）, Furuya Yuzuna
Seiyū: Yurika Hino
Es la difunta madre de Chihiro y Mero. Antes de morir, le pidió a su esposo que no conservara ninguna fotografía de ella ni hablara de su existencia, todo por el bien de sus hijos.  
Yuzuna Furuya es, en cierto modo, la responsable de la obsesión de Chihiro por los zombis. Un día, los llevó a un parque de diversiones y, en medio de la fantasía, les confesó que ella era un zombi. Aquella revelación, dicha con ternura y misterio, dejó una marca profunda en Chihiro, que desde entonces comenzó a ver la muerte como algo que podía ser tocado, amado y comprendido.

## Adaptaciones

### Manga
El manga cuenta actualmente con 11 volúmenes. Narra la historia de Sanka Rea y Furuya Chihiro, quienes mantienen una especie de romance entre ellos por el hecho de que Rea es una zombi y Furuya ama a los zombis de una forma muy poco común.
| Volumen   | Fecha de publicación   | ISBN                                                                               |
| --------- | ---------------------- | ---------------------------------------------------------------------------------- |
| Volumen 1 | 16 de julio de 2010    | ISBN 978-4-0638-4341-5                                                             |
| Volumen 2 | 9 de diciembre de 2010 | ISBN 978-4-0638-4412-2                                                             |
| Volumen 3 | 9 de marzo de 2011     | ISBN 978-4-0638-4453-5                                                             |
| Volumen 4 | 9 de agosto de 2011    | ISBN 978-4-0638-4529-7                                                             |
| Volumen 5 | 9 de febrero de 2012   | ISBN 978-4-0635-8382-3 (edición Limitada) ISBN 978-4-0638-4623-2 (edición regular) |
| Volumen 6 | 8 de julio de 2012     | ISBN 978-4-0635-8389-2 (edición Limitada) ISBN 978-4-0638-4682-9 (edición regular) |
| Volumen 7 | 9 de noviembre de 2012 | ISBN 978-4-0635-8390-8 (edición Limitada) ISBN 978-4-0638-4762-8 (edición regular) |
| Volumen 8 | 7 de julio de 2013     | ISBN 978-4-0636-2253-9 (edición Limitada) ISBN 978-4-0638-4873-1 (edición regular) |

### Anime
El anime se ha comenzado a emitir desde el 5 de abril de 2012. Actualmente se han visto 12 capítulos, de 13 o 16 que tendría en total.
A mediados del 2012 serían lanzados también 2 ovas.
Capítulos
- 01. Si yo... fuera... un zombi...
- 02. Sanka... Rea...
- 03. Yo... lo logré...
- 04. Una chica... normal...
- 05. Ser un zombi... significa...
- 06. Dos días después.
- 07. Corre, Ranko, corre.
- 08. Falsa... libertad...
- 09. Mano... de mi madre...
- 10. Fuertes... sentimientos...
- 11. No es... nada... especial...
- 12. En este momento... yo...

OVA
- El destino es... realmente...    OVA 1 (Prólogo 00)
- Cuerpo de zombi, corazón de...  OVA 2 (Episodio 13)
- Yo soy... un zombi, también...  OVA 3 (Episodio 14)

Música
- El tema de apertura es "Ficción" (絵空事 Esoragoto) de nano.RIPE.
- El de créditos es "Sobre tu mano" (Above Your Hand) de Annabel (cantante J-Pop).

## Curiosidades
No sé resolvió el caso del puente.